# Strzelanina w Rot am See
Strzelanina w Rot am See – strzelanina, do której doszło 24 stycznia 2020 w miejscowości Rot am See w Badenii-Wirtembergii w Niemczech; zginęło w niej 6 osób, a 2 zostały ranne.

## Przebieg
Atak wydarzył się około godz. 12:45 w restauracji znajdującej się obok stacji kolejowej w centrum miejscowości Rot am See. Napastnik najpierw otworzył ogień do członków swojej rodziny w mieszkaniu, po czym wszedł do restauracji i oddał strzały do pozostałych członków jego rodziny, którzy spędzali razem czas w tym lokalu. W mieszkaniu zginęły dwie osoby, a w restauracji cztery. 26-letni sprawca, Adrian Schurr, po ataku zgłosił się na policję i został aresztowany.